# Displasia ectodermica anidrotica
La Displasia ectodermica (o sindrome di Capdepont), è una malattia di origine genetica caratterizzata da ipotricosi, oligodontia o anodontia (riduzione o assenza di denti), ipoidrosi o anidrosi (riduzione o assenza di sudorazione). Si presentano disturbi della fonazione. 
La terapia è esclusivamente sintomatica e consiste in una riabilitazione protesica per sostituire gli elementi dentari mancanti.